# Harry von de Gass

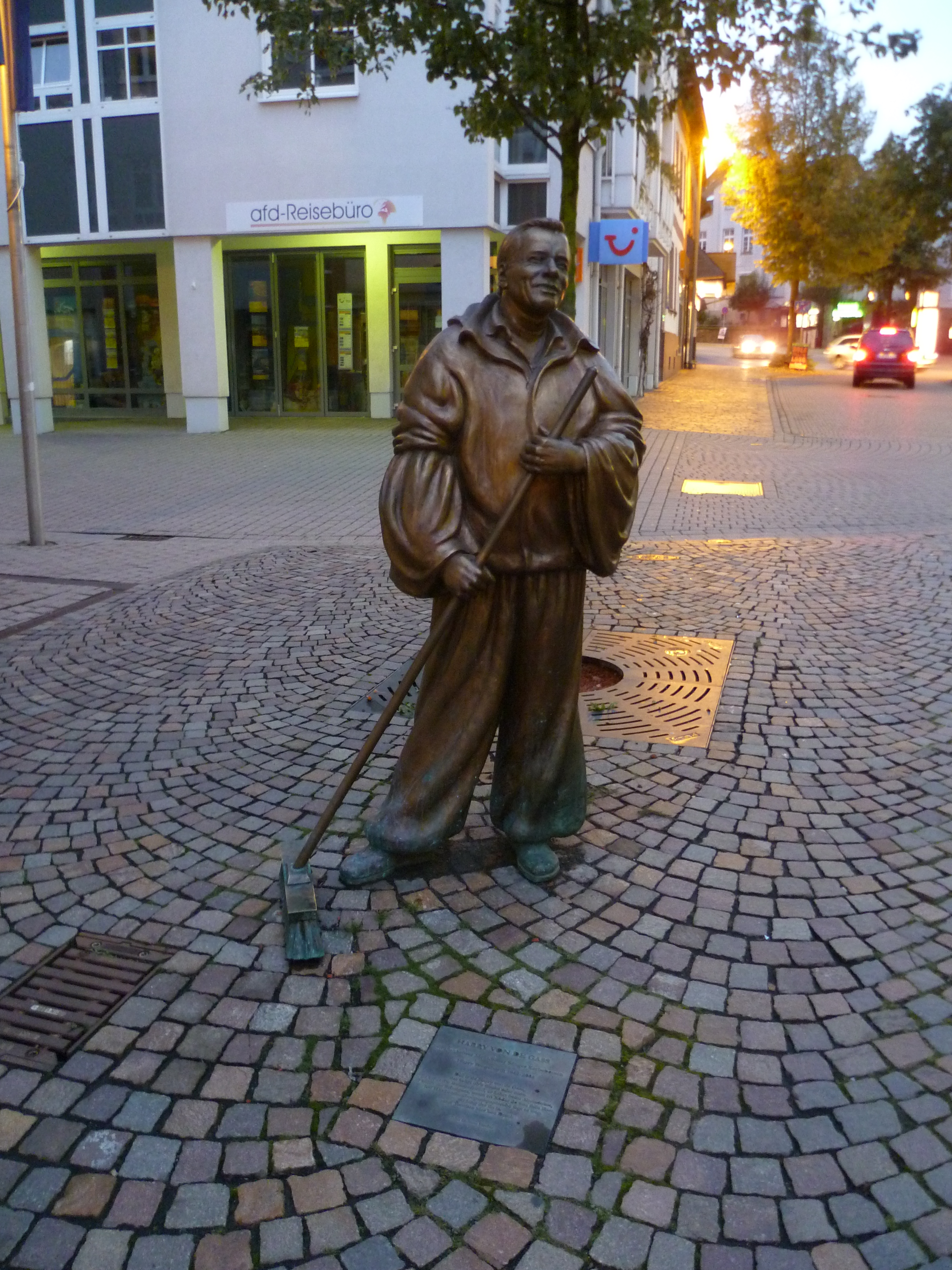
Denkmal für Harry von de Gass in der Idsteiner Fußgängerzone

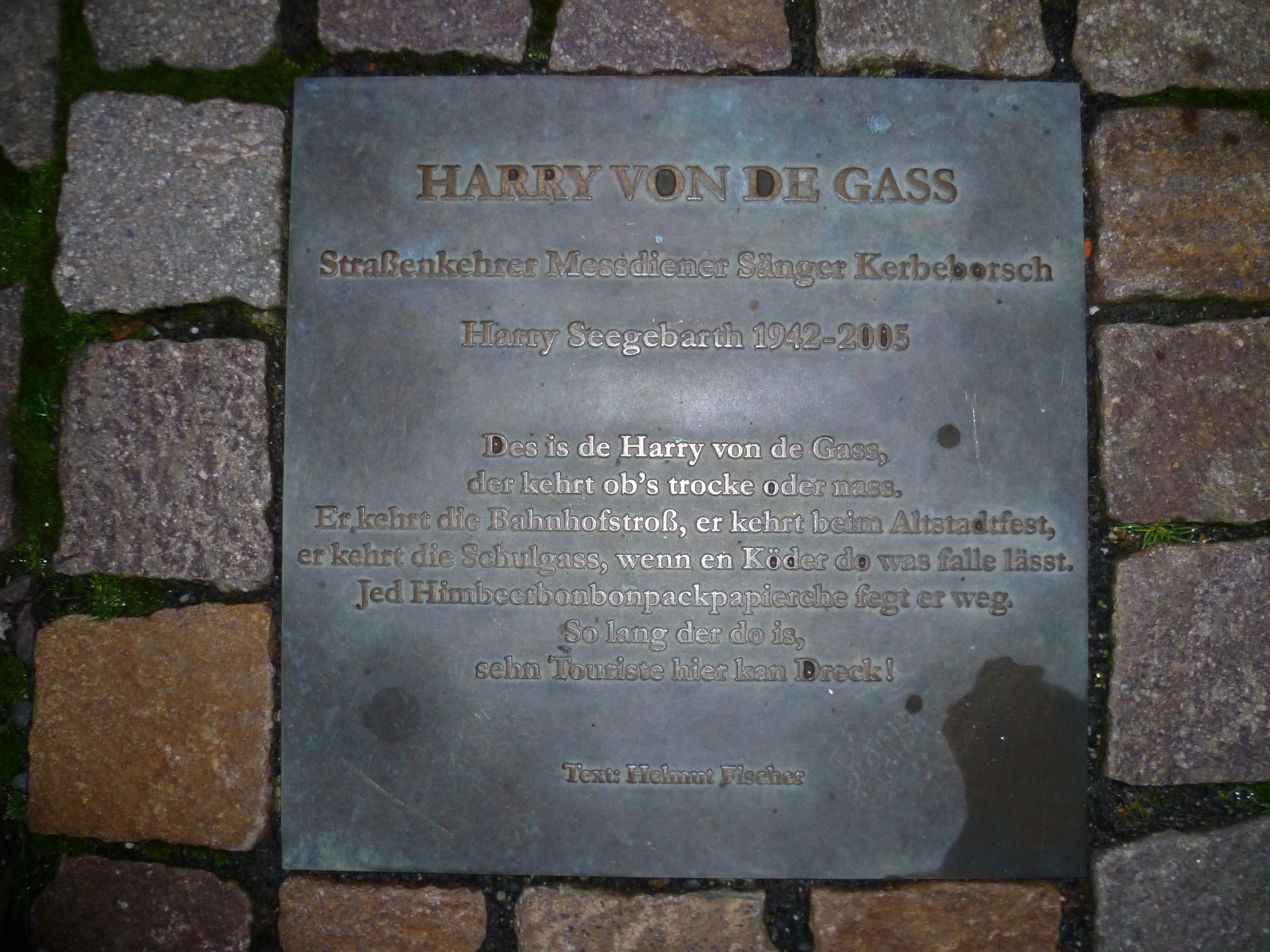
Plakette an der Statue

Harry von de Gass (eigentlich Harry Seegebarth, * 20. Januar 1942 in Berlin; † 28. Juli 2005 in Idstein) war ein Idsteiner Original. Ihm zu Ehren wurde am 28. August 2008 ein lebensgroßes Bronzedenkmal in der Idsteiner Fußgängerzone eingeweiht. Die hierfür benötigten rund 24.000 Euro wurden über Spenden von der Idsteiner Bevölkerung aufgebracht. Unter anderem gaben jugendliche Musiker der katholischen Pfarrei St. Martin ein erfolgreiches Benefizkonzert.
Harry Seegebarth kam im Alter von neun Jahren in das Idsteiner sozialpädagogische Zentrum Kalmenhof. Hier wohnte er bis zu seinem Tod. Er war in verschiedenen Bereichen, wie der Schneiderei, dem Hausdienst, der Korbmacherei, der Küche und zuletzt in der Wäscherei an der Mangel beschäftigt. Trotz seiner geistigen Behinderung erlangte er in seiner Heimatstadt besondere Bekanntheit als singender Straßenkehrer, der durch seine originelle Bekleidung auffiel. Er engagierte sich über vierzig Jahre als Messdiener in der Gemeinde St. Martin. Beim festlichen Einzug in die Kirche und bei Prozessionen trug er das Vortragekreuz. Zudem war er Ehrenmitglied im Pfadfinderstamm der Kirchengemeinde und wirkte bei vielen Veranstaltungen in der Stadt, z. B. als Kerbeborsch (Kirmesbursche), Hofsänger, Fassnachter und Helfer mit. 2002 war er mit seinem Arbeitsgerät im Umzug zum Hessentag zu sehen.
Die Bronzeskulptur wurde von Waldemar Schröder (* 6. Juli 1950 in Krasnoturjinsk, Russland) gestaltet. Sie wurde in Idstein an der Ecke Rodergasse/Schulze-Delitzsch-Straße aufgestellt, bewusst in der Nähe eines Kanaldeckels, da Harry dazu neigte, manchen Schmutz in Abwasserkanalschächte zu kehren.
Die Stadt Idstein veröffentlichte ein Faltblatt, das neben Lebensdaten, Fotos und Würdigung ein Lied enthält, das M. Helmut Fischer auf ihn gedichtet hatte und das er bei vielen Gelegenheiten sang, mit dem Refrain Des is de Harry von de Gass! Außerdem illustriert die Stadt ihre Hinweise zur Räum- und Streupflicht mit einem Abbild der Skulptur.